# Litanie al Sacro Cuore di Gesù
Le Litanie al Sacro Cuore di Gesù sono una preghiera della Chiesa cattolica, complementare alle Litanie al Cuore Immacolato di Maria

## Storia
La devozione al Sacro Cuore di Gesù era praticata nell'antichità cristiana e nel Medioevo, e si diffuse nel XVII secolo con l'opera di san Giovanni Eudes (1601-1680), fondatore degli Eudisti e della Società del Cuore della Madre Ammirabile; e poi soprattutto con l'opera di santa Margherita Maria Alacoque.
Margherita (Maria) Alacoque il 20 maggio 1671 all'età di 24 anni entrò a far parte dell'Ordine della Visitazione, fondato da san Francesco di Sales, presso il Monastero di Paray-le-Monial.
Qui, la suora assunse il nome di Maria, e, forte di una vita ascetica cristiana, presto ebbe le prime esperienze mistiche.
Il 27 dicembre 1673, festa di san Giovanni apostolo ed evangelista, ebbe una prima visione in cui Gesù la invitava a prendere il posto che fu di Giovanni nell'Ultima Cena, scelta da Cristo per adempiere a un grande progetto, «affinché tutto sia fatto da me».
Una seconda visione ebbe luogo nel 1674 durante l'adorazione al Santissimo Sacramento, dove la suora sarebbe stata oggetto di una apparizione in cui Gesù le mostrava il Suo Cuore, su un trono di fiamme e raggiante come il sole, cinto da una corona di spine, trapassato da una ferita e impresso da una croce, mentre si doleva della scandalosa ingratitudine degli uomini e della noncuranza rispetto ai suoi sforzi di far loro del bene.

Gesù le chiese di pregare, fare la Comunione al primo venerdì di ogni mese, e di prostrarsi con la faccia a terra dalle undici a mezzanotte nella notte tra il giovedì e il venerdì. Da questa visione ebbe origine la pia pratica detta dei primi nove venerdì del mese: Ooa di santa adorazione, e Comunione il venerdì seguente.
Un'ultima visione avvenuta il 16 giugno 1675, durante l'ottava del Corpus Domini, Gesù aggiunse che si sentiva ferito dalle irriverenze dei fedeli, dai sacrilegi degli empi, in particolare dai cuori a Lui consacrati, e le chiedeva esplicitamente di adoperarsi affinché in tale giorno (e negli altri primi venerdì) fosse reso un culto speciale al suo Divin Cuore con la Comunione, in riparazione delle offese che riceve la Santa Eucaristia.
Sotto la guida del Padre spirituale gesuita san Claudio de La Colombière (1641-1682), superiore della vicina Casa dei Gesuiti di Paray-le-Monial, Margherita rese pubbliche le sue esperienze mistiche nella sua autobiografia.
In questo modo, la mistica francese santa Margherita Maria Alacoque fu la messaggera del culto al Sacro Cuore di Gesù. Fra vive opposizioni delle consorelle, superiori, e direttori spirituali, le motivazioni di questo culto si affermarono: 
- Gesù Cristo medesimo ci offerse il Suo Sacro Cuore (e, in secondo luogo, le sue Cinque Sante Piaghe) come vera sorgente, da cui si irradiano la Sua luce, brillante come sole, e il Suo amore, di carità e perdono, ardente come fiamme (così descritto in visioni del tutto simili di altri santi);
- questo Cuore è tale segno della carità divina, che fu lasciato trafiggere da una lancia;[3]
- il cuore umano è l'organo deputato e soggetto sensibile della Presenza Divina nell'esperienza mistica dell'Inabitazione Trinitaria;
- il cuore di Gesù  muove i fedeli a meditare il dolore di Gesù e professargli riconoscenza.

Nel 1856 papa Pio IX estese il culto a tutta la Chiesa cattolica, istituendo la solennità del Sacratissimo Cuore di Gesù, che si celebra ogni anno il primo venerdì dopo il Corpus Domini.
Margherita fu proclamata santa il 13 maggio 1920 da papa Benedetto XV.

## Devozione al Sacro Cuore di Gesù
La devozione consiste, quindi, nella recita:
- della seconda corona del Santo rosario, ad esempio corona del Rosario delle Sante Piaghe di Gesù: Misteri dolorosi
- della corona al Sacro Cuore di Gesù,
- delle Litanie al Sacro Cuore di Gesù,
- della formula di Consacrazione al Sacro Cuore di Gesù,

durante:
- la pratica dei Primi nove venerdì del mese (prostrazione nell'ora santa di adorazione, e Comunione il giorno seguente),
- la partecipazione e Comunione nella Messa per la Solennità del Sacro Cuore di Gesù (la prima ottava dopo la festa solenne del Corpus Domini).

## Corona al Sacro Cuore di Gesù davanti al SS. Sacramento
La corona al Sacro Cuore di Gesù può essere recitata anche da singoli fedeli e privatamente nella propria dimora, in luogo pulito e consono, ad esempio davanti a immagini sacre benedette, reliquie di Santi, sacramentali.

Tuttavia, il beneficio è maggiore per tutti se la preghiera davanti all'Eucaristia si svolge direttamente in chiesa, in comunità aperte a chiunque intende stare in adorazione, quali sono ad esempio le famiglie di preghiera o i gruppi di preghiera.
Chi recita le preghiere davanti al Santissimo Sacramento, merita di ricevere in dono da Dio 300 giorni di indulgenza una volta al giorno.

### Testo latino
Deus, in adiutorum meum intende.
Domine, ad adiuvandum me festina.
Gloria Patri, et Filio, et Spiritu Sancto. Sicut erat in principio, et nunc et semper. Et in saecula 
saeculorum. Amen
1. O Cuore amabilissimo di Gesù, adoro umilmente la dolcissima amabilità Vostra, che in singolar modo rivelate nel Divin Sacramento, con le anime ancor peccatrici. Mi dispiace di vederVi così ingratamente corrisposto, ed intendo risarcirVi di tante offese che ricevete nella Santissima Eucaristia dagli empi sacrileghi, dagli eretici, dagli infedeli, o dagli ingrati ed irriverenti cristiani. Pater, Ave, Gloria.
2. O Cuore degnissimo di Gesù, Santo Re, adoro umilmente la profondissima luce invisibile che potete irradiare all'anima umana dalla Divina Eucaristia, mostrandoVi per nostro amore oltre le specie del Pane e del Vino.Vi prego, Gesù, di infondermi in cuore così bella virtù; io intanto procurerò di risarcirVi di tante offese che ricevete nel Santissimo Sacramento dagli eretici, dagli empi sacrileghi, dagli infedeli, o dagli ingrati e irriverenti cristiani. Pater, Ave, Gloria.
3. O Cuore di Gesù, che per amor nostro così tanto patiste e ancor oggi soffrite, adoro il Vostro amore così ardente, e la grazia di avere insegnato un modo a Voi gradito e certo per riparare ai torti al Santissimo Sacramento, da Voi preveduti. Gesù, nostro Dio, intendo ben di cuore ripararne con il mio stesso vivere; vorrei impedire quelle offese che ricevete nella Santissima Eucaristia dagli empi sacrileghi, dagli eretici, dagli infedeli, o dagli ingrati e irriverenti cristiani. Pater, Ave, Gloria.
4. O Cuore pazientissimo di Gesù, io adoro umilmente l'invincibile pazienza Vostra nel portare tante pene per amor mio sulla croce, e tante offese verso la Divina Eucaristia. Poiché col mio sangue sono impossibilitato a lavare quei luoghi dove nei vari misteri patiste col Vostro Preziosissimo Sangue e le Vostre Cinque Sante Piaghe, chiedo con dovuta insistenza per me e per ogni famiglia naturale o spirituale a me prossime, di ricevere da Voi, o Sommo Bene, Sommo Piacere e Somma Bellezza: ogni forza, ogni determinazione e ogni retta intenzione, per perseguire unicamente, il più possibile, e per tutta la vita il solo bene supremo di imitare e servire Voi, Verita' e vera Giustizia, per tramite della Chiesa dei Santi, nostra Madre e Maestra; e di riparare al Vostro Sacro Cuore Immacolato dei tanti oltraggi che riceve dagli empi sacrileghi, dagli eretici, dagli infedeli, o dagli ingrati e irriverenti cristiani. Pater, Ave, Gloria.
5. O Cuore di Gesù, prodigo di amore per l'anima e il corpo di quanti pregano in adorazione alla Santissima Eucaristia, io proclamo umilmente la verita' dell'amore immenso che ci portate, donandoci, per nutrimento e per sacrificio di salvezza, il Vostro Divin Corpo e il Vostro Divin Sangue. Qual è quel cuore che non debba struggersi alla vista di così immensa carità? Gesù, datemi abbondanti lacrime per piangere, e poi per riparare in fretta alle tante offese che ogni giorno ricevete nel Santissimo Sacramento dagli empi sacrileghi, dagli eretici, dagli infedeli, o dagli ingrati e irriverenti cristiani. Pater, Ave, Gloria.
6. O Cuore di Gesù, nostra unica sorgente di salvezza eterna e di salute terrena, adoro umilmente l'amore ardentissimo che Vi spinse all'ineffabile sacrificio della Croce, e a rinnovarlo ogni giorno sugli altari consacrati della Santa Messa. Possibile che a tanto amore non arda il cuore umano di gratitudine? Sì, purtroppo, o mio Dio; ma Vi prometto di fare in avvenire tutto quanto è in mio potere per riparare a Voi di quanti oltraggi, vilipendi, calunnie che ricevete in tale Mistero di Amore, dagli empi sacrileghi, dagli eretici, dagli infedeli, o dagli ingrati e irriverenti cristiani. Pater, Ave, Gloria.

## Litaniae SS. Cordis Jesu
Kyrie, eleison.
Christe, eleison.
Kyrie, eleison.
Christe, audi nos.
Christe, exaudi nos.
Pater, de coelis Deus..............miserere nobis.
Filii, Redemptor mundi Deus..........miserere nobis
Spiritus Sancte Deus....................miserere nobis
Sancta Trinitas, Unus Deus...........miserere nobis
Cor Jesu, Filii Patris aeterni..........miserere nobis
Cor Jesu, in sinu Virginis Matris a Spiritu Sancto formatum........miserere nobis
Cor Jesu, Verbo Dei substantialiter unitum...................................>>
Cor Jesu, Maiestatis infinitae.........................................................>>
Cor Jesu, Templum Dei sanctum...................................................>>
Cor Jesu, Tabernaculum Altissimi.................................................>>
Cor Jesu, Domus Dei et Porta Coeli..............................................>>
Cor Jesu, fornax ardens caritatis...................................................>>
Cor Jesu, iustitiae et amoris receptaculum...................................>>
Cor Jesu, bonitate et amore plenum..............................................>>
Cor Jesu, virtutum omnium abyssus.............................................>>
Cor Jesu, omni laude dignissimum................................................>>
Cor Jesu, Rex et centrum omnium cordium..................................>>
Cor Jesu, in quo sunt omnes thesauri sapientiae et scientiae.....>>
Cor Jesu, in quo habitat omnis plenitudo divinitatis.....................>>
Cor Jesu, in quo Pater sibi bene complacuit.......................................>>
Cor Jesu, de cuius plenitudine omnes nos accepimus...................>>
Cor Jesu, desiderium collium aeternorum......................................>>
Cor Jesu, patiens, et multae misericordiae.........................................>>
Cor Jesu, dives in omnes, qui invocant Te......................................>>
Cor Jesu, fons vitae et sanctitatis...................................................>>
Cor Jesu, propitiatio pro peccatis nostris...................................... >>
Cor Jesu, saturatum opprobriis......................................................>>
Cor Jesu, attritum propter scelera nostra.......................................>>
Cor Jesu, usque ad mortem oboediens factum...............................>>
Cor Jesu, lancea perforatum...........................................................>>
Cor Jesu, fons totius consolationis................................................>>
Cor Jesu, vita et resurrectio nostra.................................................>>
Cor Jesu, pax et reconciliatio nostra..............................................>>
Cor Jesu, victima peccatorum........................................................>>
Cor Jesu, salus in Te sperantium....................................................>>
Cor Jesu, spes in Te morientium....................................................>>
Cor Jesu, deliciae Sanctorum omnium..........................................>>
Agnus Dei, qui tollis peccata mundi, parce nobis, Domine.
Agnus Dei, qui tollis peccata mundi, exaudi nos, Domine.
Agnus Dei, qui tollis peccata mundi, miserere nobis.
Jesu mitis et humilis Corde.
Fac cor nostrum secundum Cor Tuum.
Oremus.
Omnipotens sempiterne Pater Deus, respice in Cor dilettissimi Filii tui, et in laudes et satisfactiones, quas in
nomine peccatorum, tibi persolvit, iisque misericordiam tuam petentibus, tu veniam concede placatus,
in nomine eiusdem Filii tui Jesu Christi, qui tecum vivit et regnat in unitate Spiritus Sancti Deus, per
omnia saecula saeculorum. Amen.

## Aspirazioni e inno al Sacro Cuore di Gesù
Il Manuale di Filotea di Giuseppe Riva riporta le seguenti litanie cui segue un antico inno latino, di cui fornisce una traduzione semi-poetica.
Aspirazioni o litanie
Amabilità del Cuor di Gesù, attraetemi.

Onnipotenza del Cuor di Gesù, vincetemi.

Immutabilità del Cuor di Gesù, assodatemi.

Immensità del Cuor di Gesù, riempitemi.

Santità del Cuor di Gesù, santificatemi.

Provvidenza del Cuor di Gesù, assistetemi.

Obbedienza del Cuor di Gesù, assoggettatemi.

Silenzio del Cuor di Gesù, eruditemi.

Dolcezza del Cuor di Gesù, mansuefatemi.

Purità del Cuor di Gesù, purificatemi.

Pazienza del Cuor di Gesù, sopportatemi.

Desideri del Cuor di Gesù, predominatemi.

Fiamme del Cuor di Gesù, accendetemi.

Premure del Cuor di Gesù, circondatemi.

Sofferenze del Cuor di Gesù, inteneritemi.

Ricchezze del Cuor di Gesù, saziatemi.

Umiliazioni del Cuor di Gesù, confondetemi.

Grazie del Cuore di Gesù, inondatemi.

Sacro Cuor del mio Re, possedetemi.

Sacro Cuor del mio Padre, animatemi.

Sacro Cuor del mio Maestro, istruitemi.

Sacro Cuor della mia Guida, conducetemi.

Sacro Cuor del mio Medico, guaritemi.

Sacro Cuor del mio Giudice, perdonatemi.

Sacro Cuor del mio Salvatore, salvatemi.

Sacro Cuor del mio Dio, siate tutto mio.

Sacro Cuor del mio tutto, fatemi tutto vostro.
Latino
O Cor amòre sàucium,

Amòre corda sàucia:

Vitàle nectar coèlitum,

Amòre nos inèbria.

O fons amòris ìnclite!

O vena aquàrum lìmpida!

O flamma adùrens crìmina!

O cordis ardens charìtas!

Iesu. Dolòris vìctima,

Quis te innocèntem còmpulit,

Dura ut apèrtum làncea

Latus pàteret vùlneri.

Grandi reclùsum vùlnere,

Amor dedit te praemium;

Amor reclùsit òstium,

Hortàtur et pervàdere.

Turpe est rèdire ad crìmina,

Quae cor beàtum làcerant,

Sed oemulèmur còrdibus,

Flammas amòris ìndices.

Tu nostra terge vùlnera

Ex te fluènte sànguine:

Tu da novum cor òmnibus,

Qui te gemènter invòcant.

Iesu, Pater dulcìssime,

Cor nostrum totum possìde,

In tuo, Iesu, làtere.

Quos abluìsti sànguine,

Venis apèrtis omnibus,

Nos ìntimis recèssibus

Semet recèptos còntine.
Italiano (traduzione semi-poetica adattata)
Sacro Cuor d'amor ferito,

D'amor santo i cuori accendi,

E partecipi li rendi

Della manna tua vital.

O d'amore inclita fonte,

D'acque limpida sorgente,

Carità mai sempre ardente,

Espiatrice d'ogni mal.

Chi mai spinse te innocente

Gesù mio, eterno bene,

A morir fra tante pene,

Sovra il letto del ladron?

Poi soffrir che cruda lancia

Ti squarciasse il divin petto

Ove tutti hanno ricetto

Della grazia i più bei don?

Fu l'amore che ci aperse

Questo varco misterioso

Al tesor che vi era ascoso,

Il santissimo tuo Cor.

E l'amore che dischiuse

Per ben nostro sì gran porta,

Ad entrarvi ognor ci esorta

Per non viver che d'amor.

Turpe è dunque il far ritorno

Al delitto traditore,

Che un sì dolce, amabil Core,

Va spietato a lacerar.

Nostro impegno fia piuttosto

L'emular con cuoreamante

Quelle fiamme ond'è avvampante,

Per noi tutti un dìbear.

Lava tu le nostre piaghe

Col tuo sangue onnipotente;

E chi invòcati gemente,

Abbia in dono un nuovo Cor.

Sia tuo, Gesù dolcissimo,

Il cor nostro già sì ingrato.

E in l'aperto tuo costàto,

Col tuo Cor riposi ognor.

La tua stessa eterna mano,

Lo riponga in sì bel loco,

E del mistico tuo fuoco,

D'arder mai non lascerà.

Ché quel sangue che il redense,

Giù piovendo da ogni vena,

Fia la mistica catena,

Che a te sempre li legherà.

[Nota: Ad ogni strofa si ripete]

Sacro Cor per noi ardente

Di divino eterno amor,

Del tuo amore onnipotente

Fa che avvampi il nostro cor.

## Formula di consacrazione al Sacro Cuore di Gesù
O glorioso e forte Gesù Cristo, nostro Signore Dio, Re dei Santi e Re dei Re, nostro Liberatore e Salvatore, Redentore del genere umano, disceso trionfante agli Inferi, porta del Paradiso, riguardate a noi umilmente prostesi innanzi al Vostro altare.
Noi siamo già Vostri, e sempre più Vostri vogliamo essere; e poter vivere di Voi ancor più strettamente partecipanti, ecco che ognuno di noi oggi spontaneamente si consacra al Vostro Cuore Immacolato. Molti purtroppo non furono mai a conoscenza di Voi; molti altri, disprezzando i Vostri comandamenti, Vi ripudiarono.
O benigno, abbiate misericordia e degli uni e degli altri; e tutti quanti portate all'adorazione del Vostro Cuore Santissimo. O Signore Dio, siate il Re non solo di quanti non si allontanarono mai da Voi, ma anche di quei figli prodighi che via da Voi se ne andarono; fate che questi quanto prima ritornino alla casa paterna, per non morire di stenti e di fame, e per non perdere la salvezza eterna.
Siate il Re di coloro che vivono nell'inganno dell'errore, o per discordia da Voi separati; richiamateli alla fonte della Verità e all'unità della fede, affinché in breve tutto il gregge non sia più disperso, ma sia raccolto alla guida del suo Pastore. Siate infine il Re di quelli che sono avvolti nella superstizione del gentilesimo, e non ricusate di trarli dalle misere tenebre del peccato, al soave lume del Regno di Dio, già presente in questa vita terrena.
Riguardate finalmente con misericordia i figli di quel popolo che un giorno fu il prediletto; scenda anche sopra di loro, quale lavacro di redenzione e di vita, la pietà del Prezioso Sangue, altrimenti già sopra di essi nella Passione invocato.
Largite, o Signore Dio, incolumità e libertà sicura alla Vostra Chiesa; largite a tutti popoli la Vostra vera pace, e la gioiosa tranquillità dell'Ordine, in tutto conforme alla volontà del Suo Creatore, immutabile nel tempo; fate sì che come già in cielo gli angeli e le anime sante, così da un capo all'altro della terra, quasi in sostanza partecipi del medesimo Santo Corpo Mistico del Cristo risorto e Re vittorioso, si imponga al mondo intero questa unica voce: -Sia lode a quel Cuore Divino da cui giunse la nostra salute e salvezza: a Lui si canti ogni gloria e onore nei secoli dei secoli-.
Come è vero e giusto che sia. Ora e fino alla fine dei tempi.

## Altre forme di culto e indulgenza
La grazia e i carismi che si possono beneficiare dalla preghiera, oltreché dalla Comunione (e Confessione) alla S. Messa, sono notevolmente e prima di ogni altro favoriti e rinforzati dalle opere caritatevoli (elemosine, volontariato, dono diretto di cibo, viveri e beni utili, acc.), e dal digiuno.
Infatti, fino al 1953 chi voleva partecipare alla Messa e alla Comunione, era tenuto a presentarsi digiuno dalla mezzanotte del giorno prima (fino al termine della Messa, dove partecipava al pranzo cristiano): alla Comunione ci si prepara con la Confessione e con il digiuno eucaristico.
Il digiuno stesso è legato alla secolare idea dell'agape, in uso dai primi cristiani fino al Concilio di Trento: i fedeli invitavano i poveri a partecipare alla celebrazione eucaristica, in rinnovo dell'Ultima Cena, e alla fine della Messa condividevano tutti il pranzo comune.

Il digiuno può in questo modo tornare ad essere un'opera di carità con questo significato, se lo stesso cibo di cui ci si priva, in buono stato e intatto viene donato a persone bisognose.
Altre pratiche in onore del Sacro Cuore sono: la Comunione riparatrice, la Guardia d'onore, I biglietti zelatori, I Nove Uffizi, per i quali esistono libretti dedicati. Si è soliti celebrare con qualche funzione o preghiera speciale il primo Venerdì di ciascun mese.
Chi onora il Sacro Cuore nel mese di giugno con qualche pio ossequio quotidiano, può meritare il dono divino dell'indulgenza di 7 anni e 7 quarantene ogni giorno (di preghiera), e l'indulgenza plenaria se la preghiera avviene in un giorno del detto mese o in uno dei primi otto giorni di luglio.
Se poi l'ossequio quotidiano è pubblico e solenne, nell'ultima domenica del mese si può beneficiare dell'indulgenza plenaria toties quoties, ossia che si cumula ogni volta che si ripete anche più volte nello stesso giorno l'opera ingiunta, esempio ad ogni visita e preghiera con adorazione di Gesù Cristo che si compie in chiesa. Ciò a patto di aver di ricevuto il battesimo, di non essere scomunicato o in stato di peccato mortale, e per la Messa di essersi prima confessato e poi comunicato.